# ميجا مان
ميجا مان (بالإنجليزية: Mega Man)‏ ويعرف في اليابان باسم روك مان (باليابانية: <ロックマン) (بالإنجليزية: Rockman)‏ هي سلسلة لعبة أسطورية أنتجت شركة كابكوم في عام 1986.

## نظرة عامة
| 1987– |  | - ميجا مان         |
| 1988– |  | - ميجا مان 2       |
| 1989– |  |                    |
| 1990– |  | - ميجا مان 3       |
| 1991– |  | - ميجا مان 4       |
| 1992– |  | - ميجا مان 5       |
| 1993– |  | - ميجا مان 6       |
| 1994– |  |                    |
| 1995– |  | - ميجا مان 7       |
| 1996– |  | - ميجا مان 8       |
| 1997– |  |                    |
| 1998– |  | - ميجا مان أند باس |
| 1999– |  |                    |
| 2000– |  |                    |
| 2001– |  |                    |
| 2002– |  |                    |
| 2003– |  |                    |
| 2004– |  |                    |
| 2005– |  |                    |
| 2006– |  |                    |
| 2007– |  |                    |
| 2008– |  | - ميجا مان 9       |
| 2009– |  |                    |
| 2010– |  | - ميجا مان 10      |
| 2011– |  |                    |

في اللعبة يصور ميجا مان وهو بطل اللعبة يقضى على المخطط الشرير د. والي

## اللعبة
- ميجا مان ـ نينتندو إنترتينمنت سيستم
- ميجا مان 2 ـ نينتندو إنترتينمنت سيستم
- ميجا مان 3 ـ نينتندو إنترتينمنت سيستم
- ميجا مان 4 ـ نينتندو إنترتينمنت سيستم
- ميجا مان 5 ـ نينتندو إنترتينمنت سيستم
- ميجا مان 6 ـ نينتندو إنترتينمنت سيستم
- ميجا مان 7 ـ سوبر نينتندو
- ميجا مان 8 ـ بلاي ستيشن، و سيجا ساترن
- ميجا مان 9 ـ شبكة بلاي ستيشن (بلاي ستيشن 3 وبورتبل) ، و وي واير (وي) ، و إكس بوكس لايف آركيد (إكس بوكس 360)
- ميجا مان 10 ـ شبكة بلاي ستيشن (بلاي ستيشن 3 وبورتبل) ، و وي واير (وي) ، و إكس بوكس لايف آركيد (إكس بوكس 360)
- ميجا مان 11 - بلاي ستيشن 4، و إكس بوكس ون، و نينتندو سويتش، و مايكروسوفت ويندوز

## سلسلة ميجا مان X
لعبة ميجا مان إكس للمراهقين، MEGA MAN X ، يختلف اللعبة عن اللعبة السابقة مختلفاً كلياً، فهي تدعو للإثارة والتدمير، وأيضاً للحزن وتفرق الأصدقاء وتحولهم إلى أعداء ، يتحكم بهم المتوحش سيغما ، فبطل اللعبة ميجا مان ومساعده زيرو لإنقاذ العالم من تحويل الأرض إلى دمار، وهذه الألعاب متوافقه مع الأنظمة العاب الكمبيوتر، وأجزائها التالية :
- ميجا مان X ـ سوبر نينتندو
- ميجا مان 2 X ـ سوبر نينتندو
- ميجا مان 3 X ـ سوبر نينتندو وبلاي ستيشن وسيجا ساترن
- ميجا مان 4 X ـ بلاي ستيشن
- ميجا مان 5 X ـ بلاي ستيشن
- ميجا مان 6 X ـ بلاي ستيشن
- ميجا مان 7 X ـ بلاي ستيشن 2
- ميجا مان 8 X ـ بلاي ستيشن 2
- ميجا مان إكس كوليكشن ـ بلاي ستيشن 2
- ميجا مان x كوماند ـ بلاي ستيشن 2

## وصلات خارجية
- الموقع الرسمي